# 纓艷甲鯰
纓艷甲鯰，為輻鰭魚綱鯰形目甲鯰科的其中一種，為熱帶淡水魚，分布於南美洲委內瑞拉奧里諾科河的Caroni及Matacuni河流域，體長可達6公分，棲息在底層水域，生活習性不明。